# Yeison Ordóñez
Yeison Ordóñez (* Flavio Alfaro, Ecuador, 15 de marzo de 1992). es un futbolista ecuatoriano que juega de mediapunta en Macará de la Serie B de Ecuador.

## Trayectoria
Leandro se formó en las divisiones menores del Liga Deportiva Universitaria de Portoviejo, pero debuta en Universidad Católica en el 2007, en el año siguiente Independiente del Valle compra su pase, en el 2013 Liga Deportiva Universitaria de Quito adquiere sus derechos deportivos, pero no logra destacar y se va cedido a Olmedo de Riobamba, en el 2014 ficha para Imbabura SC y logra ser uno de los mejores, salvando la categoría de aquel club, en 2015 es contratado por Macará .

## Selección nacional

### Categorías inferiores
Fue convocado a la selección nacional para participar en la Copa Mundial Sub-20 de 2011 en Colombia llegando hasta octavos de final.

#### Participaciones en Sudamericanos
| Campeonato                  | Sede  | Resultado    | Partidos | Goles |
| --------------------------- | ----- | ------------ | -------- | ----- |
| Sudamericano Sub-17 de 2009 | Chile | Cuarto lugar | 7        | 0     |

#### Participaciones en Copas del Mundo
| Campeonato                  | Sede     | Resultado        | Partidos | Goles |
| --------------------------- | -------- | ---------------- | -------- | ----- |
| Copa Mundial Sub-20 de 2011 | Colombia | Octavos de final | 1        | 0     |

## Clubes
| Club                    | País    | Año       |
| ----------------------- | ------- | --------- |
| Universidad Católica    | Ecuador | 2007      |
| Independiente del Valle | Ecuador | 2008-2012 |
| LDU de Quito            | Ecuador | 2013      |
| Olmedo                  | Ecuador | 2013      |
| Imbabura SC             | Ecuador | 2014      |
| Macará                  | Ecuador | 2015      |